# Expérience du Magicien d'Oz
L'expérience du magicien d'Oz (ou technique) est une expérience dans le domaine de l'interaction homme-machine et de l'ergonomie informatique dans laquelle les sujets interagissent avec un système informatisé qu'ils croient autonome, mais qui est en fait totalement ou partiellement contrôlé par un humain.
En ergonomie, la technique du magicien d'Oz est pratiquée dans le cadre de tests utilisateur. Par exemple, un sujet d'expérience croit interagir avec une interface vocale d'ordinateur, alors que la « voix » est créée par une personne dissimulée dans une autre pièce (le « magicien ») par traitement de texte transformé en un flux audio.
La fonctionnalité fournie par le « magicien » peut s'implémenter dans des versions ultérieures du système, mais ses détails d'implémentation ne sont pas pertinents dans l'étude. En général, le but de ces tests est d'étudier l'utilisabilité - efficacité, efficience, satisfaction - d'une interface utilisateur en observant et mesurant l'utilisation par les utilisateurs plutôt que les qualités du système dans son ensemble.
La technique du magicien d'Oz est aujourd'hui peu utilisée avec l'avènement de nouvelles techniques de maquettage papier et surtout les logiciels de prototypage d'interface, permettant de simuler les interactions entre l'utilisateur et le système.
Le nom de l'expérience vient de l'histoire du Magicien d'Oz, dans laquelle un homme ordinaire caché derrière un rideau se fait passer pour un puissant magicien.